# Junior Library Guild

Logo del Junior Library Guild

Il Junior Library Guild (ex Junior Lutterary Guild) è un premio letterario conferito annualmente negli Stati Uniti ad una selezione di 492 libri per ragazzi.
Fu fondato nel 1929 da Samuel W. Craig e Harold K. Guinzburgnel come una controllata del Literary Guild, un club di vendita di libri per adulti inviati tramite corrispondenza, che era nato due anni prima per fornire testi a basso costo ai propri iscritti, imitando un modello di business editoriale che in quegli anni aveva già fatto fortuna in Germania. Un comitato editoriale selezionava i titoli del catalogo, per i quali gli editori provvedevano a stampare un'edizione speciale che riportava il logo del Literary Guild in copertina. Tale edizione, parallela a quella disponibile nella grande distribuzione, era riservata ai soci del Literary Guild che ogni meese ricevevano per corrispondenza uno dei titoli, pagandolo la metà del prezzo di copertina, al prezzo di una quota di iscrizione annua pari 8 dollari.
Dal 1929 al 1955 fu pubblicata la rivista mensile intitolata Young Wings.
Negli anni '70, il nome mutò da Junior Literary Guild a Junior Library Guild. Susan Marston is the current editorial director.
Estinto il Literary Guild, solamente la Junior Library Guild sopravvisse nel Nuovo Millennio, venendo rilevata dalla Media Source Inc.

## Redattori
- Carl Van Doren (1929);
- Hellen Ferris, dall'agosto 1929 al 1960;
- Eleanor Roosevelt, nel direttivo della Junior Literary Guild dal 1929 al 1960[10][11];
- Ann Durell, fino al 1962;
- Thérèse Doumenjou, fino al 1970;
- Marjorie Jones, finio al '94.

Al 2019, la direttrice editoriale del premio è Susan Marston.